# پنه‌لوپه آن میلر
پنلوپه آن میلر (به انگلیسی: Penelope Ann Miller) (زاده ۱۳ ژانویه ۱۹۶۴) بازیگر آمریکایی است.
از فیلم‌های معروف او می‌توان به چاپلین، بلندپروازی بلوند، وقتی که عنکبوت می‌آید، مایل‌ها دور از خانه، تلنگر، ماجراهای نگهداری از کودکان، تفکیک، گاو برانکس و برای همیشه، لولو اشاره کرد.